# 甘城乡
甘城乡，是中华人民共和国宁夏回族自治区中卫市海原县下辖的一个乡镇级行政单位。

## 行政区划
甘城乡下辖以下地区：
甘城村、吴池村、双井村、乔畔村、严湾村、周掌村、久坪村、石景村、三台村和武塘村。